# بولشسیدوروفسکویه
بولشسیدوروفسکویه (به لاتین: Bolshesidorovskoye) یک منطقهٔ مسکونی در روسیه است که در شهرستان کراسنوگواردیسکی، آدیغیه واقع شده‌است.